# Chapelizod
Chapelizod (en gaèlic irlandès Séipéal Iosóid que vol dir "capella d'Isolda"), és un barri de Dublín, al comtat de Dublín Sud, a la província de Leinster. Està situat a l'oest de la ciutat de Dublín, just al llarg del riu Liffey i és fronterer amb la localitat de Palmerstown a l'oest, amb Strawberry Beds al nord-oest i al sud amb part de Ballyfermot i la carretera principal de Dublín, l'autopista N4 i al nord amb el Parc Fènix, quedant molt prop del cromlec, un monument megalític format per pedres o menhirs clavats en el sòl. Alguns edificis interessants del poble són l'«Església de Saint Lawrence» i una casa anomenada Le Fanu que, a més de tenir històries de fantasmes, ningú té clar de quina construcció es tracta, per la qual cosa es rumorejava que és la tomba d'Isolda d'Irlanda. Chapelizod es troba sota la jurisdicció del consell municipal de Dublín.

## Localització i accés
La parròquia civil de Chapelizod forma part de la Baronia de Castleknock. La baronia és una de les set i mitja que ocupen el comtat de Dublín i s'estén des de Cabra a Blanchardstown (d'est a oest) i de Finglas a Chapelizod (de nord a sud).

## Història
En el segle xix la parròquia catòlica de Blanchardstown ocupava bona part de l'àrea de l'actual districte postal Dublín 15. Després de la relaxació de les lleis penals fou possible per als creients catòlics construir noves esglésies i reparar els edificis ja existents. L'església de Santa Brígida a Blanchardstown, que no s'ha de confondre amb la de l'Església d'Irlanda a Castleknock, fou construïda en 1837 sobre una edificació del 1731. És l'església mare de les altres 12 esglésies constituïdes en la parròquia en els darrers 156 anys. La parròquia se separà de Blanchardstown en 1883.
El poble apareix a la narració curta de James Joyce A Painful Case dins Dubliners. També és l'escenari la casa i l'hostal de la protagonista Humphrey Chimpden Earwicker, la seva dona Anna Livia Plurabelle i la seva família Shaun, Sem i Issy en el treball principal final de Joyce, Finnegans Wake.